# Giampiero Rubei
Giampiero Rubei (Roma, 27 febbraio 1940 – Roma, 2 aprile 2015) è stato un imprenditore e direttore artistico italiano. Fondatore dell’Alexanderplatz Jazz Club e del Villa Celimontana Jazz Festival, ha diretto la Casa del Jazz di Roma dal 2011 al 2014.

## Biografia
Partito dalla politica, dove inizia da adolescente iscrivendosi giovanissimo al MSI, fu lo storico segretario della Sezione Monteverde, divenendo poi, via via negli anni dirigente nazionale ed esponente di spicco della corrente "sociale", si occupa della creazione di Circoli Culturali e di Musica dirigendo il settore delle "Iniziative Parallele"......<<bisogna trovare il modo di spezzare l'accerchiamento culturale e la musica è il mezzo giusto....>> ripeteva spesso in risposta alle critiche dei dirigenti di Partito che non vedevano di buon occhio club di musica e soprattutto "jazz", per trarre poi negli anni che «aiuta solo i politici, la politica», arriva alla «metapolitica» attraverso la musica, il jazz che con la «forza dell'elementare» contamina e comunica più di quanto il partito avesse dimostrato.

È tra gli organizzatori dei famosi Campi Hobbit nelle tre edizioni del 1977, 1978 e 1980.
Nel gennaio del 1983 concepisce insieme all'amico e collaboratore Antonello Ferdinandi, "Ora di Musica" una manifestazione che dava la possibilità a tutti gli studenti romani di esibirsi per due giorni sul palco del Teatro Tenda "Seven Up" di Roma in cui, molti futuri musicisti mossero i primi passi.
Nel 1985 apre l’Alexanderplatz Jazz Club di Roma che divenne in poco tempo il punto di riferimento per tutto il jazz italiano e che ha visto il passaggio di leggende come Chet Baker, Chick Corea, Wynton Marsalis, Ray Brown, Tony Scott, Benny Golson, Billy Higgins, Michel Petrucciani, Michael Brecker, Joshua Redman, Joe Lovano e tanti altri, non disdegnando anche recital di poesia e cabaret e che vide l'esordio di un giovane Luca Lionello diretto dalla sorella Cristiana in una gustosa commedia musicale. Produce il musical da lui ideato "Concerto per un poeta" la vita di Ezra Pound, interpretato da Giorgio Albertazzi.
Nel 1986 inizia la collaborazione con l'Assessorato alla Cultura del Comune di Roma, durata fino al 1990, per la direzione del Roma Jazz Festival al Teatro Olimpico.
Insieme a David Zard durante i Mondiali di Calcio in Messico del 1986 portò numerosi artisti allo Stadio Flaminio di Roma, alternando concerti dal vivo e partite della Nazionale su maxi schermo. Nell'estate del 1987 organizza sempre insieme a Zard allo Stadio Flaminio i concerti di David Bowie e degli U2
A partire dal 1989 cura il Festival del Lazio, che prevede manifestazioni a Roma, Rieti, Viterbo, Latina, Frosinone.

Nel 1994 fonda il Festival Internazionale Jazz & Image di Villa Celimontana, festival musicale della durata di tre mesi (giugno, luglio, agosto), punta di diamante dell'Estate Romana fino al 2013.

Numerosi i festival jazz che cura negli anni (Jazz & Wine a Montalcino, Buon anno Jazz, Jazz on The Road, Jazz on The Beach).
Nel 2005 crea Jazz in The World, festival di jazz italiano in Israele, a Tel Aviv, e a New York. L'iniziativa proseguirà negli anni successivi, con concerti in Grecia, Cina, Corea del Sud, Londra, Abu Dhabi e Mosca.
Negli ultimi anni si dedica a iniziative quali Musei in musica, in collaborazione con il Comune di Roma, il Festival Musica senza Confini, il Reate Festival di Rieti e la rassegna invernale Natale in Villa a Villa Celimontana. 
Nel 2011 viene nominato direttore artistico della Casa del Jazz di Roma, incarico che ricopre fino al 2014.